# Tournoi d'ouverture du championnat du Honduras de football 2001
Navigation
Saison précédente Saison suivante
Le Tournoi Apertura 2001 est le huitième tournoi saisonnier disputé au Honduras.
C'est cependant la 39e fois que le titre de champion du Honduras est remis en jeu.
Lors de ce tournoi, le CD Platense a tenté de conserver son titre de champion du Honduras face aux neuf meilleurs clubs honduriens.
Chacun des dix clubs participant était confronté deux fois aux neuf autres équipes. Puis les quatre meilleures se sont affrontées lors d'une phase finale à la fin du tournoi.
Seulement une place était qualificative pour la Copa Interclubes UNCAF.

## Les 10 clubs participants
| \| Broncos UNAH Real Comayagua CD Marathon Real España CD Motagua CD Olimpia CD Motagua CD Olimpia CD Platense CD Marathon Real España Deportes Savio CD Victoria CD Vida CD Victoria CD Vida \| Localisation des clubs. |
| Broncos UNAH Real Comayagua CD Marathon Real España CD Motagua CD Olimpia CD Motagua CD Olimpia CD Platense CD Marathon Real España Deportes Savio CD Victoria CD Vida CD Victoria CD Vida                               |

| Club                | Stade                        | Capacité | Ville               |
| Broncos UNAH        | Stade Fausto Flores Lagos    | 5 000    | Choluteca           |
| Real Comayagua (en) | Stade Carlos Miranda         | 10 000   | Comayagua           |
| CD Marathon         | Stade Yankel Rosenthal       | 15 000   | San Pedro Sula      |
| CD Motagua          | Stade Tiburcio Carias Andino | 35 000   | Tegucigalpa         |
| CD Olimpia          | Stade Tiburcio Carias Andino | 35 000   | Tegucigalpa         |
| CD Platense         | Stade Excelsior              | 10 000   | Puerto Cortés       |
| Real España         | Stade Francisco Morazán      | 20 000   | San Pedro Sula      |
| Deportes Savio      | Stade Sergio Antonio Reyes   | 3 000    | Santa Rosa de Copán |
| CD Victoria         | Stade Nilmo Edwards          | 25 000   | La Ceiba            |
| CD Vida             | Stade Nilmo Edwards          | 25 000   | La Ceiba            |

## Compétition
Le tournoi Apertura s'est déroulé de la façon suivante, en deux phases :
- La phase de qualification : les dix-huit journées de championnat.
- La phase finale : les matchs aller-retour allant des demi-finales à la finale.

### Phase de qualification
Lors de la phase de qualification les dix équipes affrontent à deux reprises les neuf autres équipes selon un calendrier tiré aléatoirement.
Les quatre meilleures équipes sont qualifiées pour les demi-finales.
Le classement est établi sur le barème de points classique (victoire à 3 points, match nul à 1, défaite à 0).
Le départage final se fait selon les critères suivants :
- Le nombre de points.
- La différence de buts générale.
- La différence de buts particulière.
- Le nombre de buts marqué.

### Classement
| Rang | Équipe                  | Pts | J  | G | N  | P | Bp | Bc | Diff |
| ---- | ----------------------- | --- | -- | - | -- | - | -- | -- | ---- |
| 1    | CD Motagua              | 32  | 18 | 8 | 8  | 2 | 22 | 13 | +9   |
| 2    | CD Marathon             | 31  | 18 | 8 | 7  | 3 | 28 | 22 | +6   |
| 3    | CD Platense (T)         | 27  | 18 | 7 | 6  | 5 | 16 | 14 | +2   |
| 4    | CD Olimpia              | 25  | 18 | 6 | 7  | 5 | 25 | 18 | +7   |
| 5    | Real España             | 24  | 18 | 5 | 9  | 4 | 21 | 15 | +6   |
| 6    | CD Victoria             | 24  | 18 | 5 | 9  | 4 | 28 | 26 | +2   |
| 7    | CD Vida                 | 20  | 18 | 3 | 11 | 4 | 20 | 23 | -3   |
| 8    | Real Comayagua (en) (P) | 19  | 18 | 3 | 10 | 5 | 22 | 27 | -5   |
| 9    | Broncos UNAH            | 15  | 18 | 3 | 6  | 9 | 20 | 31 | -11  |
| 10   | Deportes Savio          | 12  | 18 | 1 | 9  | 8 | 19 | 32 | -13  |

| Légende : Qualifications et relégations | Légende : Qualifications et relégations                  |
| --------------------------------------- | -------------------------------------------------------- |
|                                         | Qualifié pour les demi-finales                           |
|                                         | (T) : Tenant du titre (P) : Promu de la saison 2000-2001 |

#### Matchs
| Résultats (▼dom., ►ext.)                                   | Com | Esp | Mar | Mot | Oli | Pla | Sav | Bro | Vic | Vid |
| Real Comayagua (en)                                        |     | 1-0 | 2-2 | 0-1 | 0-3 | 0-0 | 1-1 | 1-2 | 1-1 | 1-0 |
| Real España                                                | 2-2 |     | 0-1 | 1-1 | 1-0 | 1-0 | 1-0 | 2-0 | 0-0 | 1-1 |
| CD Marathon                                                | 1-0 | 0-5 |     | 0-0 | 1-2 | 1-1 | 3-3 | 3-3 | 6-3 | 1-1 |
| CD Motagua                                                 | 2-0 | 3-3 | 2-1 |     | 0-0 | 1-0 | 2-1 | 0-1 | 1-1 | 2-0 |
| CD Olimpia                                                 | 2-2 | 0-0 | 0-1 | 0-2 |     | 0-0 | 3-3 | 2-0 | 1-2 | 2-2 |
| CD Platense                                                | 1-2 | 1-0 | 0-1 | 0-0 | 1-3 |     | 1-0 | 2-1 | 2-1 | 2-0 |
| Deportes Savio                                             | 2-2 | 1-1 | 0-3 | 1-1 | 0-2 | 1-1 |     | 1-0 | 3-3 | 0-1 |
| Broncos UNAH                                               | 2-2 | 3-3 | 0-0 | 1-2 | 0-3 | 0-1 | 3-1 |     | 1-4 | 1-1 |
| CD Victoria                                                | 2-2 | 0-0 | 0-2 | 1-0 | 2-1 | 0-1 | 4-1 | 1-1 |     | 1-1 |
| CD Vida                                                    | 3-3 | 1-0 | 0-1 | 2-2 | 1-1 | 2-2 | 0-0 | 2-1 | 2-2 |     |
| - Victoire à domicile - Match nul - Victoire à l'extérieur |     |     |     |     |     |     |     |     |     |     |

### La Phase Finale
Les quatre équipes qualifiées sont réparties dans le tableau final d'après leur classement général, le deuxième affrontant le troisième et le premier affrontant le quatrième lors des demi-finales.
En cas d'égalité sur la somme des deux matchs, c'est la position au classement général qui départage les deux équipes, sauf pour la finale où des prolongations puis une séance de tirs au but ont éventuellement lieu.

#### Tableau
|  |             |            |             |            |            |     |      |        |        |        |        |        |
|  | 1/2 finale  | 1/2 finale | 1/2 finale  | 1/2 finale | 1/2 finale |     |      | Finale | Finale | Finale | Finale | Finale |
|  |             |            |             |            |            |     |      |        |        |        |        |        |
|  |             |            |             |            |            |     |      |        |        |        |        |        |
|  | CD Motagua  | (1)        | 0           | 4          |            |     |      |        |        |        |        |        |
|  | CD Motagua  | (1)        | 0           | 4          |            |     |      |        |        |        |        |        |
|  | CD Olimpia  | (4)        | 1           | 2          |            |     |      |        |        |        |        |        |
|  | CD Olimpia  | (4)        | 1           | 2          | CD Motagua | (1) | 0    | 3      | 0(5)   |        |        |        |
|  |             |            |             |            |            | (1) | 0    | 3      | 0(5)   |        |        |        |
|  |             |            | CD Marathon | (2)        | 1          | 2   | 0(3) |        |        |        |        |        |
|  | CD Marathon | (2)        | CD Marathon | (2)        | 1          | 2   | 0(3) | 2      | 1      |        |        |        |
|  | CD Marathon | (2)        |             |            |            |     |      | 2      | 1      |        |        |        |
|  | CD Platense | (3)        | 1           | 1          |            |     |      |        |        |        |        |        |
|  | CD Platense | (3)        | 1           | 1          |            |     |      |        |        |        |        |        |

#### Demi-finales
| Club        | Aller | Retour | Club        | Commentaire |
| CD Motagua  | 0-1   | 4-2    | CD Olimpia  |             |
| CD Marathon | 2-1   | 1-1    | CD Platense |             |

#### Finale
| Match aller     | CD Marathon                                                    | 3:2   | CD Motagua                                | Stade Yankel Rosenthal                          |                                                 |
| 8 décembre 2001 | Jaime Rosales 69e (pen.) Nirol Medina 79e Junior Izaguirre 90e | (0:0) | Ariel Leyes 74e Mauricio Pacini 84e (Pen) | Spectateurs : 14 283 Arbitrage : Benigno Pineda | Spectateurs : 14 283 Arbitrage : Benigno Pineda |

| Match retour     | CD Motagua                                                                      | 3:2             | CD Marathon                                                          | Stade Tiburcio Carias Andino                    |                                                 |
| 15 décembre 2001 | Mauricio Pacini 22e · Júnior Izaguirre 44e (pen.) · Júnior Izaguirre 56e (pen.) | (2:1)           | Jaime Rosales 18e (pen.) · Carlos Oliva 81e                          | Spectateurs : 20 423 Arbitrage : Oscar Bardales | Spectateurs : 20 423 Arbitrage : Oscar Bardales |
| 15 décembre 2001 | Ariel Leyes · Ninrrol Medina · José Pacini · Danilo Turcios · Júnior Izaguirre  | Tirs au but 5:3 | Pompilio Cacho Valerio · Nígel Zúniga · Carlos Oliva · Emil Martínez | Spectateurs : 20 423 Arbitrage : Oscar Bardales | Spectateurs : 20 423 Arbitrage : Oscar Bardales |

## Bilan du tournoi
| Tableau d'Honneur     |            |
| Compétition           | Vainqueur  |
| Tournoi Apertura 2001 | CD Motagua |

| Qualifications continentales 2002-2003 |            |
| Copa Interclubes UNCAF                 | Qualifiés  |
| Phase de groupe                        | CD Motagua |